# Mihael Estmor
Mihael Estmor, avstrijski jezuit in teolog, * 12. oktober 1610, Dunaj, † 4. maj 1671, Judenburg.
Bil je rektor Jezuitskega rektorja v Leobnu (1646-1650), v Ljubljani (1652 - 18. januar 1654) in spet v Leobnu (3. januar 1663-28. februar 1666).